# Ludemaborg

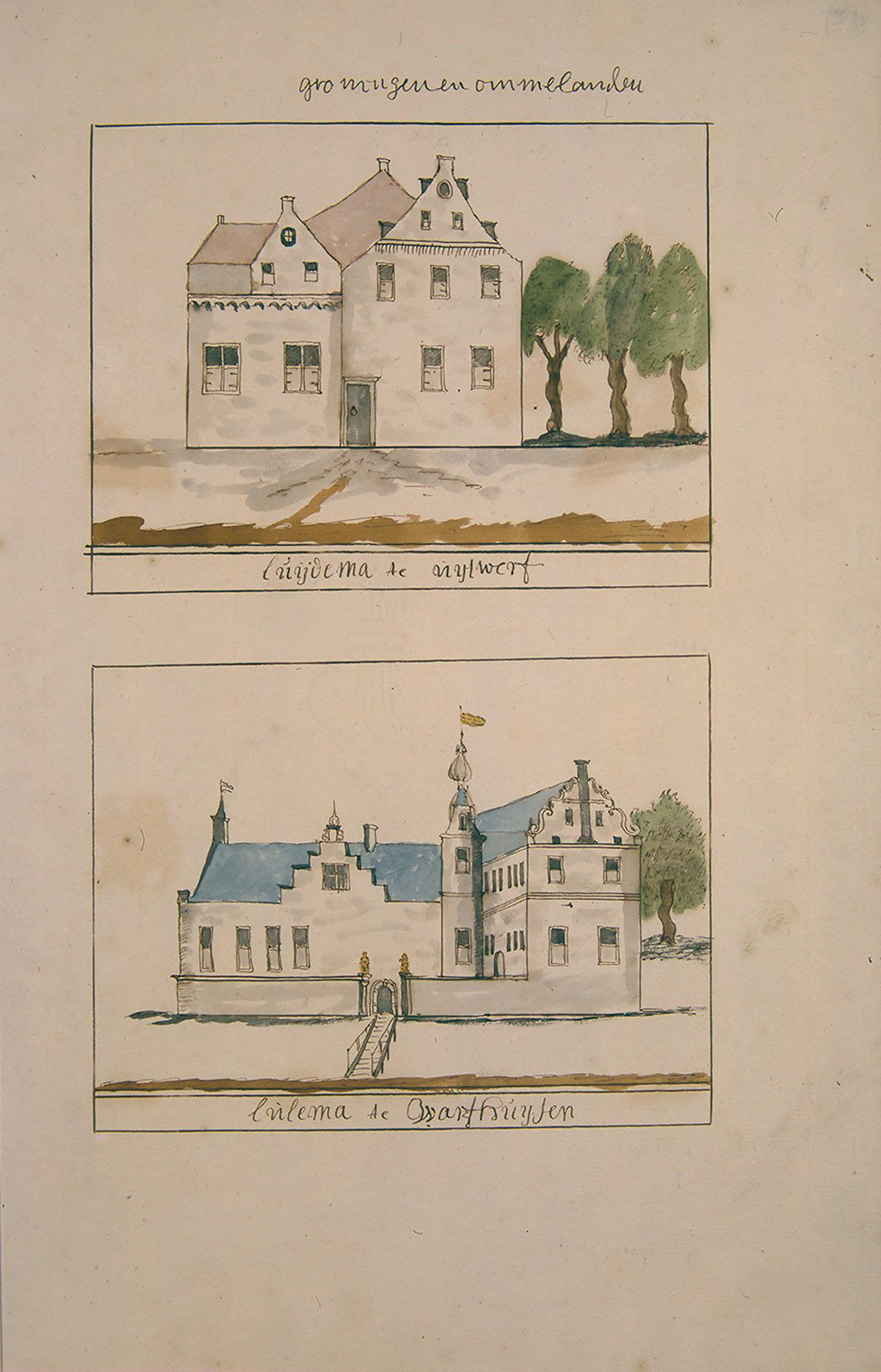
De Ludemaborg (bovenste tekening) in de Atlas van Andries Schoemaker

De Ludemaborg was een borg in Usquert. De geslachten Clant, Rengers, Sickinghe, Tamminga, Lewe en Alberda hebben de borg bewoond.

## Ontstaan
Ludema was een van de vijf edele heerden in de rechtstoel Usquert. In 1586 is de heerd in handen van de familie Clant (Egbert en Johan), die op dat moment, waarschijnlijk wegens het zogenoemde verraad van Rennenberg in ballingschap waren in Oost-Friesland. Een van de dochters van Johan Clant huwde in 1623 met Unico Rengers. In het huwelijkscontract wordt voor het eerst het huis te Usquert genoemd. Het gaat dan om huis, hof, grachten, singels, heerlijkheden en annexen. Unico gaat op Ludema wonen en compareert voor Usquert op de landdag van Stad en Lande in 1624.

## Vererving
De borg Ludema vererft achtereenvolgens op een dochter van Unico Rengers, die gehuwd was met Onno Tamminga die ontvanger-generaal was van de provincie. Onno werd nu heer van Ludema. In 1648 neemt hij ontslag als ontvanger-generaal en neemt in de periode 1651-1683 deel aan de landdagen. In 1684 overlijdt hij, waarna de borg overgaat op opnieuw een dochter, Elisabeth.
Elisabeth Tamminga (1655-1694) was drie maal gehuwd, achtereenvolgens met Evert Lewe, Egbert Horenken van Dijksterhuis en Feio Sickinghe (1654–1696). Met Feio, zoon van Feio Sickinghe tot Warffumborg (1610-1666), koopt Elisabeth twee extra ommegangen en zeven extra collaties. Na haar dood erft zoon Evert Joost Lewe (1677-1753) Ludema met schathuis, hoven, grachten, singels, hoveniershuis, heem en collatie- en andere rechten. In 1700 ruilt Evert Joost Ludema voor het Huis te Aduard met Johan Clant van Aduard. Het huis is daarmee dus weer terug in het bezit van de familie Clant.
Johan Clant overlijdt in 1708, zijn kinderen zijn vroeg gestorven dus Ludema wordt nu toegewezen aan Berend Coenders van Huizinge, die zich op Ludema vestigt. In 1720 verwerft hij ook de borg Eelsum bij Zeerijp. De bij Ludema horende rechten verruilt hij met Unico Allard Alberda van Menkema tegen andere rechten.

## Sloop
Berend Coenders overlijdt in 1728 waarna zijn weduwe Geertruida Lewe en haar kinderen het huis te koop aanbieden. Het huis wordt gesloopt en het puin gebruikt voor de versteviging van de dijken. Het resterende schathuis en de heemstede met hovingen, singels en de borgstee worden in 1753 verkocht.
Van het borgterrein is weinig meer overgebleven. De grachten zijn gedempt en het is nu weiland. De aangrenzende boerderij Luidema hoorde vroeger bij de borg en heeft een gevelsteen waar op staat 'Luidema anno 1742'.